# The King's Demons
The King's Demons (Les Démons du Roi) est le cent-vingt-huitième épisode de la première série de la série télévisée britannique de science-fiction Doctor Who. Originellement diffusé sur la BBC en deux parties les 15 au 16 mars 1983, il marque la première apparition du personnage de Kamelion.

## Accroche
Le Docteur et ses compagnons, Tegan et Turlough se posent avec le TARDIS dans l'Angleterre de 1215 en pleine joute chevaleresque entre le prince Hugh Fitzwilliam et Sir Gillis Estram, champion du roi Jean. Pris pour des démons, le Docteur et ses compagnons sont accueillis chaleureusement par le roi. Mais pourtant quelque chose ne colle pas.

## Distribution
- Peter Davison — Le Docteur
- Janet Fielding — Tegan Jovanka
- Mark Strickson — Vislor Turlough
- Gerald Flood — Voix de Kamelion[1] / Le roi jean
- Anthony Ainley — Le Maître / Sir Gilles Estram
- Frank Windsor — Ranulf
- Isla Blair — Isabella
- Christopher Villiers — Hugh
- Michael J. Jackson — Sir Geoffrey de Lacey
- Peter Burroughs — Bouffon
- Jakob Lindberg — Luthier

## Résumé
Année 1215, la cour de Jean sans Terre se retrouve au château de Ranulf Fitzwilliam afin de lui extorquer de nouvelles taxes qui sont refusées par celui-ci. Afin de défendre leur honneur, le fils de Ranulf, Hugh décide d'affronter le champion du roi, Sir Gilles Estram lors d'une joute. Celui-ci réussit à vaincre son adversaire, notamment à cause d'une distraction offerte par l'arrivée du TARDIS. Le Docteur, Tegan et Turlough sont accueillis par le roi comme des démons et accueillis favorablement.
S'étant assuré de la Date, le Docteur découvre que le prétendu roi est un imposteur (celui-ci devrait être à Londres) et le cousin de Sir Ranulf, Sir Geoffrey de Lacy, arrive de Londres et confirme qu'il a vu le roi ce matin là-bas. Sir Gilles cherchant à le contredire, le Docteur le provoque en duel et à l'issue de sa défaite, Sir Gilles s'avère être le Maître. Il tente alors de s'enfuir dans son TARDIS, déguisé sous la forme d'une Vierge de fer. Le roi adoube alors le Docteur comme chevalier et lui donne possession du château.
Après un enchaînement de quiproquos, incluant le meurtre de Sir Geoffrey par le Maître, le Docteur réussit à se confronter à celui-ci ainsi qu'au roi. Le monarque est en réalité, Kamelion, un robot de guerre découvert par le Maître sur Xeriphas qui peut prendre à volonté l'apparence et la psychologie d'une personne. Le Maître cherchait à ce que le cours de l'Histoire change et que la Magna Carta (texte qui fondera le régime parlementaire britannique) ne soit jamais créée. Le but étant d'empêcher l'arrivée d'idées progressistes sur Terre. Le Docteur réussit à battre le Maître dans un combat mental, au cours duquel le libre arbitre de Kamelion se révèle et que celui-ci finit par accompagner le Docteur dans le TARDIS. Celui-ci en revient à sa forme robotique et remercie le Docteur. Tous partent voir une galaxie appelée l'Œil d'Orion.

### Continuité
- L'épisode voit un nouveau retour du Maître depuis l'épisode « Time-Flight » lors de la saison précédente. Le Maître explique d'ailleurs que Kamelion vient de Xeriphas. Encore une fois, son nom, Sir Gilles Estram est une anagramme de "Master."[2]
- C'est la première apparition de Kamelion dont la voix est jouée par Gerald Flood.
- C'est la dernière apparition régulière de la console du Docteur implémenté dans la série depuis « The Invisible Enemy. » Celle-ci réapparaîtra en tant que console du second Docteur dans l'épisode « The Two Doctors. »
- Le Docteur est adoubé chevalier dans cet épisode et le sera une nouvelle fois par la Reine Victoria dans « Un loup-garou royal. »